# 윈도우 미
윈도우 미(영어: Windows Me, IPA : 정확하게는 [miː] , 한 글자씩 윈도우 엠이([ɛm i])로 읽는 경우도 있다), 또는 윈도우 밀레니엄 에디션(Windows Millennium Edition)은 마이크로소프트 윈도우 운영체제의 윈도우 9x 제품군의 일부로서 마이크로소프트에서 개발한 운영 체제이다. 16비트/32비트 하이브리드의 그래픽 사용자 인터페이스를 제공하는 운영 체제로 2000년 6월 9일 제조되어 2000년 9월 14일 판매됐다. 코드네임은 '밀레니엄'(Millennium)이었다. 윈도우 미는 윈도우 9x의 마지막 버전이다. 이는 2001년 10월 25일 후속 윈도우 XP가 출시될 때까지 마이크로소프트의 개인 사용자를 위한 주요 운영 체제였다.
윈도우 미는 특히 가정용 PC 사용자를 대상으로 하며 인터넷 익스플로러 5.5(나중에 인터넷 익스플로러 6으로 업그레이드 가능), 윈도우 미디어 플레이어 7(나중에 윈도우 미디어 플레이어 9 시리즈로 업그레이드 가능), DirectX 7(나중에 업그레이드 가능)이 포함되어 있다. DirectX 9) 및 기본적인 비디오 편집 기능을 제공하고 소비자가 쉽게 사용할 수 있도록 설계된 새로운 윈도우 무비 메이커 소프트웨어이다. 마이크로소프트는 또한 7개월 전에 비즈니스 지향 운영 체제로 출시된 윈도우 2000에 처음 도입된 기능을 그래픽 사용자 인터페이스인 셸 및 윈도우 탐색기에 통합했다. 윈도우 미는 궁극적으로 이전 제품과 마찬가지로 MS-DOS를 기반으로 했지만 시스템 부팅 시간을 줄이기 위해 리얼 모드 도스에 대한 접근이 제한되었다.
윈도우 미는 처음 출시되었을 때 일반적으로 긍정적인 반응을 얻었지만 곧 수많은 안정성 문제로 인해 많은 사용자로부터 악명 높은 평판을 얻었다. 2001년 10월, 윈도우 XP가 대중에게 출시되었다. 윈도우 XP는 윈도우 미 출시 당시 이미 개발 중이었으며 윈도우 미 콘텐츠의 전부가 아닌 대부분을 통합했지만 윈도우 NT 커널 기반이기 때문에 훨씬 더 안정적이었다.
일반 지원은 2003년 12월 31일에 지원이 종료되었고, 연장 지원은 2006년 7월 11일부터 윈도우 NT 4.0 임베디드, 윈도우 98, 윈도우 98 SE, 윈도우 XP RTM과 동시에 지원이 종료되면서, 9x 계열 버전은 역사 속으로 사라지게 된다.

## 개발 역사
1998년 윈도우 하드웨어 엔지니어링 컨퍼런스에서 마이크로소프트 CEO 빌 게이츠는 윈도우 98이 윈도우 9x 커널을 사용하는 윈도우의 마지막 버전이 될 것이라고 밝혔다. 그러나 관련된 개발 작업이 너무 커서 2000년 말 이전에 출시하려는 목표를 달성하기에는 특히, 결국 취소된 넵튠 프로젝트에 대한 진행 중인 병행 작업을 고려할 때 곧 분명해졌다. 따라서 소비자 윈도우 개발 팀은 윈도우 2000의 모양과 느낌 중 일부를 이식하는 동시에 윈도우 98을 개선하는 임무를 다시 맡게 되었다. 마이크로소프트 사장 스티브 발머는 1999년 차기 윈도우 HEIC에서 이러한 변경 사항을 공개적으로 발표했다.
1999년 7월 23일, 윈도우 미의 첫 번째 알파 버전이 테스터에게 출시되었다. 개발자 프리뷰(Development Preview) 1로 알려진 이 버전은 윈도우 98 SE와 매우 유사했으며 유일한 주요 변경 사항은 최종 버전에 나타날 새로운 도움말 및 지원 기능의 초기 버전이었다. 이후 2개월에 걸쳐 3개의 개발자 프리뷰가 추가로 출시되었다.
첫 번째 베타 버전은 1999년 9월 24일에 테스터와 업계 언론에 공개되었으며, 두 번째 베타 버전은 그해 11월 24일에 출시되었다. 베타 2는 윈도우 2000의 모양과 느낌을 상당 부분 가져오고 리얼 모드 DOS를 제거하는 등 윈도우 98의 첫 번째 실제 변경 사항을 보여주었다. 업계 전문가인 Paul Thurrott는 베타 2 출시 당시를 검토했으며 리뷰에서 이에 대해 긍정적으로 말했다. 2000년 초에 윈도우 미는 예정보다 늦어진 것으로 알려졌으며, 지연된 릴리스에 대한 우려를 완화하기 위해 새로운 자동 업데이트 기능이 포함된 임시 빌드가 릴리스되었다.
2000년 2월 폴 서롯(Paul Thurrott)은 마이크로소프트가 MSDN 가입자를 위한 CD 배송에서 윈도우 미와 윈도우 NT 4.0의 새 릴리스를 제외할 계획이라고 밝혔다. Me의 경우에는 OS가 소비자를 위해 설계되었기 때문이다. 그러나 서롯은 두 경우 모두 소프트웨어 개발자가 윈도우 2000으로 이동하도록 강요하는 실제 동기가 있다고 주장했다. 3일 후, 수백 명의 독자가 참여하고 참여하는 캠페인을 벌인 후 마이크로소프트는 윈도우 미(개발 버전 포함)를 발표했다. 결국 MSDN 가입자에게 배송되었다. 마이크로소프트는 또한 서롯이 잘못된 정보를 받았다고 주장하면서 개인적으로 사과했지만 후속 기사에서 "결정이 [...] 실제로 변경된 것이 분명하다"고 말했다.
베타 3은 2000년 4월 11일에 출시되었으며, 이전 베타에서는 윈도우 98의 시작 및 종료 소리를 사용했기 때문에 이 버전은 윈도우 2000에서 파생된 최종 시작 및 종료 소리가 처음으로 등장하게 됐다.

### 릴리스
마이크로소프트는 테스트 사용자를 통해 세 가지 릴리스 후보 빌드를 시험한 후 2000년 6월 28일에 윈도우 미의 최종 빌드를 승인했지만 최종 소매 릴리스는 명확하지 않은 이유로 9월 14일로 연기되었다.
2000년 6월 19일 윈도우 미가 출시된 직후 마이크로소프트는 미국에서 이를 홍보하기 위해 Meet Me Tour라는 마케팅 캠페인을 시작했다. 전국적인 제휴 프로모션 프로그램에서는 25개 도시의 대화형 멀티미디어 명소에서 새로운 OS, OEM 및 기타 파트너를 소개했다.
윈도우 미는 2000년 9월 14일 소매용으로 출시되었다. 출시 당시 마이크로소프트는 2000년 9월부터 2001년 1월까지 윈도우 98 및 윈도우 98 SE 사용자가 일반 업그레이드 대신 59.95달러에 윈도우 미로 업그레이드할 수 있는 기간 한정 프로모션을 발표했다. 소매 업그레이드 가격은 $109이다. 비업그레이드 버전의 가격은 209달러로 출시 당시의 윈도우 98과 동일하다. 2001년 10월, 마이크로소프트는 기본적으로 ZIP 폴더, 스파이더 카드놀이 게임 및 인터넷 익스플로러 6도 포함하는 윈도우 XP를 출시했다. 이 모든 것은 윈도우 2000의 발전 버전인 윈도우 NT 커널을 기반으로 했다.

## 새로운 기능 및 업데이트된 기능

### 사용자 인터페이스
윈도우 미에는 개인화된 메뉴, 사용자 정의 가능한 윈도우 탐색기 도구 모음, 윈도우 탐색기 주소 표시줄 및 실행 상자에서 자동 완성, 윈도우 2000 고급 파일 형식 연결 기능, 도구 설명으로 바로 가기에 주석 표시, 세부 정보 보기의 확장 가능한 열(IColumnProvider 인터페이스), 아이콘 오버레이, 통합 검색 윈도우 탐색기 창, 메뉴 이름별 정렬 기능, 열기 및 저장을 위한 공통 대화 상자의 위치 표시줄, 계단식 시작 메뉴 특수 폴더, 업데이트된 그래픽, 일부 플러스! 95 및 플러스! 98 테마를 포함하여 윈도우 2000에서 물려받은 향상된 셸 기능이 포함되어 있다. 윈도우 미 이상의 알림 영역은 16비트 하이 컬러 아이콘을 지원했다. 멀티미디어 제어판도 윈도우 98에서 업데이트되었다. 작업 표시줄 및 시작 메뉴 옵션을 사용하면 끌어서 놓기 기능을 비활성화할 수 있으며 작업 표시줄을 이동하거나 크기를 조정할 수 없으므로 새로운 사용자가 더 쉽게 사용할 수 있다.

### 하드웨어 지원 및 개선
- 더욱 빨라진 부팅 시간: 윈도우 미는 콜드 부팅 시간, 로그온 전/후 부팅 시간, 최대 절전 모드에서 다시 시작하는 데 필요한 시간을 개선하기 위한 다양한 개선 사항을 제공한다.[11] 리얼 모드 구성 파일인 CONFIG.SYS 및 AUTOEXEC.BAT의 처리는 시작 시 무시되며 HIMEM.SYS 및 SMARTDRV.EXE와 같은 필수 리얼 모드 드라이버는 IO.SYS에 포함된다. 레지스트리는 한 번만 로드된다. 효율적인 로딩을 위해 레지스트리는 두 개(SYSTEM.DAT 및 USER.DAT)가 아닌 세 개의 파일로 분할되며, 새 파일 CLASSES.DAT에는 처음 로드되는 부팅에 필요한 HKEY_CLASSES_ROOT 하이브의 내용이 포함되어 있다. 플러그 앤 플레이 장치 열거는 윈도우 98보다 더 병렬화되어 있다. DHCP 서버나 기타 네트워크 구성 요소를 사용할 수 없어도 부팅 시간은 영향을 받지 않는다. BIOS POST 작업으로 인한 부팅 속도 저하를 방지하기 위한 최적화도 있다.
- USB 휴먼 인터페이스 장치 클래스: 5버튼 마우스에 대한 일반 지원도 표준으로 포함되어 있으며 인텔리포인트를 설치하면 프로그래밍 가능 버튼을 재할당할 수 있다.[12]
- 윈도우 이미지 획득: 윈도우 미는 윈도우 응용 프로그램이 디지털 카메라 및 스캐너와 같은 이미지 획득 장치와 투명하고 보다 쉽게 통신할 수 있도록 하는 표준화된 방법을 위해 윈도우 이미지 획득 API를 도입했다. WIA는 스캐너 및 이러한 장치(이전에는 TWAIN 표준에서 지원됨)와 상호 작용하기 위한 구성 및 사용자 인터페이스를 개선하고 개발자를 위한 장치 드라이버 작성을 단순화하려고 했다. WIA에는 사진 전송 프로토콜을 통해 스캐너 및 카메라와 같은 USB 정지 이미지 캡처 장치 클래스에 대한 지원도 포함되어 있다.[13]
- 향상된 전원 관리 및 작업 일시 중지/재개: 윈도우 미의 OEM 버전은 제조업체에서 제공한 드라이버 없이 OS 제어 ACPI S4 절전 상태(최대 절전 모드) 및 기타 전원 관리 기능을 지원한다.[14]
- USB 및 파이어와이어 지원 개선 사항: 윈도우 미는 USB 대용량 저장 장치 및 USB 프린터용 일반 드라이버를 포함하는 윈도우 9x 시리즈의 유일한 운영 체제이다. 파이어와이어 SBP-2 스캐너 및 저장 장치에 대한 지원도 향상되었다.[15]
- waveOut, DirectSound 및 DirectShow API는 S/PDIF를 통한 AC-3 또는 WMA와 같은 비 PCM 형식을 지원한다.[16]

### 디지털 미디어
- 윈도우 무비 메이커: 이 유틸리티는 DirectShow 및 윈도우 미디어 기술을 기반으로 마이크로소프트 윈도우 컴퓨터 시스템에 기본적인 비디오 캡처 및 편집 기능을 제공한다. 이는 사용자에게 미디어 콘텐츠를 윈도우 미디어 형식으로 캡처, 편집 및 다시 인코딩할 수 있는 기능을 제공한다. 윈도우 미디어 형식은 다른 많은 미디어 형식과 비교할 때 컴퓨터 하드 디스크에 최소한의 저장 공간이 필요한 압축된 형식이다.[17]
- 윈도우 미디어 플레이어 7: 윈도우 멀티미디어 플레이어 소프트웨어의 새 버전에는 미디어 라이브러리, CD 굽기 지원, 통합 미디어 인코더 및 음악을 휴대용 장치로 직접 전송하는 기능을 갖춘 주크박스 기능이 도입되었다. 또 다른 새로운 기능은 인터넷을 통해 라디오 방송국을 검색하고 연결하는 데 사용할 수 있는 라디오 튜너이다. 사용자는 대화형 스킨을 통해 사용자 인터페이스의 모양과 느낌을 사용자 정의할 수도 있다.[18] 윈도우 미는 나중에 윈도우 XP SP2에 포함된 윈도우 미디어 플레이어 9 시리즈로 업그레이드할 수 있다.
- 윈도우 DVD 플레이어: 윈도우 미의 소프트웨어 DVD 플레이어는 윈도우 98의 기능을 재설계한 버전으로, 이전 버전과 달리 DVD 재생을 위해 전용 디코더 카드가 필요하지 않다. 대신 타사 디코더를 통한 소프트웨어 디코딩을 지원한다.[19]

### 네트워킹 기술
- 넷 크롤러(Net Crawler): 윈도우 미는 내 네트워크 환경에서 네트워크 공유 및 프린터에 대한 바로 가기를 자동으로 검색하고 생성하는 넷 크롤링 기능을 도입했다.[20] 이는 네트워크 폴더 및 프린터 자동 검색 옵션을 사용하여 제어할 수 있다. 넷 크롤러에 의해 추가되었지만 합리적인 기간 내에 네트워크에서 다시 감지되지 않은 바로가기는 만료되고 삭제된다.
- 새로운 TCP/IP 스택: 윈도우 미에는 윈도우 2000 네트워킹 스택과 아키텍처가 포함되어 있다.[21]
- 홈 네트워킹 마법사는 사용자가 소규모 홈 네트워크에서 사용하기 위해 윈도우 미를 실행하는 컴퓨터를 설정하는 데 도움을 주기 위해 설계되었다. 여기에는 윈도우 미를 실행하는 컴퓨터에서 홈 네트워크의 다른 컴퓨터와 인터넷 연결을 공유할 수 있도록 ICS(인터넷 연결 공유)를 설정하는 작업이 포함된다.
- 전화 접속 네트워킹 구성 요소는 윈도우 미에서 업데이트되었으며 운영 체제의 이전 릴리스에서 원하는 기능을 유지하면서 여러 가지 향상된 기능을 제공한다. 모든 구성 가능한 매개변수를 편리한 한 위치에서 제공하도록 사용자 인터페이스가 재작업되었다. 이제 사용자 인터페이스에는 네트워킹, 보안 및 전화 걸기라는 세 가지 새로운 탭이 포함되었다. 전화 접속 네트워킹을 향상시키기 위해 윈도우 미에는 연결 관리자 전화 접속 클라이언트에 대한 지원이 기본적으로 포함되어 있다. 네트워크 관리자는 연결 관리자 관리 키트(윈도우 2000 서버의 선택적 네트워킹 구성 요소)를 사용하여 연결 관리자 서비스 프로필을 통해 전화 접속 네트워킹 연결을 미리 구성하고 윈도우 미 기반 클라이언트 컴퓨터에 배포할 수 있다.
- 윈도우 미용 NDIS(네트워크 드라이버 인터페이스 사양) 버전 5.0은 윈도우 2000의 NDIS 버전 5.0과 프로그래밍 인터페이스 패리티를 제공하도록 향상되었다. 이는 네트워크 장치 드라이버 작성자가 사용하는 프로그래밍 인터페이스가 두 윈도우 플랫폼 모두에서 동일하다는 것을 의미한다.
- 유니버설 플러그 앤 플레이: 윈도우 미에서는 UPnP(유니버설 플러그 앤 플레이) 지원을 도입했다. 유니버설 플러그 앤 플레이 및 NAT 통과 API는 윈도우 XP 네트워크 설정 마법사를 설치하여 윈도우 98 및 윈도우 98 SE에도 설치할 수 있다.[22]

### 시스템 유틸리티
- 시스템 복원: 윈도우 미는 문제 해결을 단순화하고 해결하기 위해 "시스템 복원" 로깅 및 복귀 시스템을 도입했다. 이는 응용 프로그램이나 드라이버 설치가 시스템에 부정적인 영향을 미치는 경우 사용자가 설치를 취소하고 시스템을 이전 작업 상태로 되돌릴 수 있도록 롤백 및 복구 기능으로 작동하도록 고안되었다. 윈도우 시스템 파일과 레지스트리의 변경 사항을 모니터링하여 이를 수행한다. 시스템 복원은 문서가 아닌 운영 체제 파일만 보호하므로 백업 프로그램을 대체할 수 없다.
- 시스템 파일 보호: 윈도우 2000(윈도우 파일 보호)에 처음 도입되었으며 윈도우 98의 시스템 파일 검사기에 도입된 기능을 확장한 시스템 파일 보호는 시스템 파일이 수정 및 손상되지 않도록 자동으로 보호하는 것을 목표로 한다. 파일 보호가 실행 중인 경우 시스템 파일을 바꾸거나 삭제하면 윈도우 미가 원본 복사본을 자동으로 복원한다. 원본은 하드 드라이브 백업 폴더(%WinDir%\Options\Install) 또는 윈도우 미 설치 CD(하드 디스크에 캐시된 파일 복사본이 삭제된 경우)에서 가져온다. 드라이브에 설치 CD가 없으면 대화 상자가 나타나 사용자에게 문제를 알리고 CD를 넣으라고 요청한다. 시스템 파일 보호는 시스템 복원과 다른 기술이므로 후자와 혼동해서는 안 된다. 시스템 복원은 사용자가 복원한 특정 시점에 반복적으로 저장된 사용자 구성 데이터 및 추가된 응용 프로그램을 포함하여 변경된 광범위한 파일 세트를 유지하는 반면, 시스템 파일 보호는 사용자 입력 없이 운영 체제 파일을 보호한다.
- 시스템 구성 유틸리티를 사용하면 사용자는 윈도우 미 설치 파일에서 개별 시스템 파일을 수동으로 추출하고 복원할 수 있다. 또한 "Static VxDs", "Environment" 및 "International"이라는 세 가지 새로운 탭으로 업데이트되었다. 정적 VxD 탭에서는 사용자가 시작 시 로드할 정적 가상 장치 드라이버를 활성화 또는 비활성화할 수 있고, 환경 탭에서는 환경 변수를 활성화 또는 비활성화할 수 있으며, 국제 탭에서는 사용자가 리얼 모드 MS-DOS 구성 파일을 통해 이전에 다음을 통해 설정된 국제 언어 키보드 레이아웃 설정을 지정할 수 있다. 시작 탭의 정리 버튼을 사용하면 유효하지 않거나 삭제된 시작 항목을 정리할 수 있다.
- 시스템 모니터가 전화 접속 어댑터 섹션으로 업데이트되었다. 이제 사용자는 연결 속도, 수신 또는 전송된 바이트/초와 같은 항목을 모니터링할 수 있다.
- SCANDISK는 윈도우 셸이 로드되기 전에 부적절한 종료 시 윈도우 내에서 실행된다.
- 자동 업데이트: 자동 업데이트 유틸리티는 사용자 개입이 거의 없이 윈도우 업데이트 웹 사이트에서 중요한 업데이트를 자동으로 다운로드하고 설치한다. 기본적으로 24시간마다 한 번씩 윈도우 업데이트를 확인하도록 설정되어 있다. 사용자는 원하는 업데이트를 다운로드하도록 선택할 수 있지만, 우선 순위가 높은 업데이트는 다운로드하여 설치해야 한다.
- 압축 폴더: 윈도우 미에는 '압축 폴더' 탐색기 확장을 통해 ZIP 파일에 대한 기본 지원이 포함되어 있다. 이 확장은 원래 Plus! 98 컬렉션은 윈도우 98용이지만 윈도우 미의 기본 운영 체제에는 포함되어 있다.
- 윈도우 2000 및 윈도우 98의 HTML 도움말 기반 문서를 대체하는 새로운 도움말 및 지원 프로그램도 추가되었다.[23] 도움말 및 지원 센터는 전적으로 HTML 기반이며 SAF(지원 자동화 프레임워크)라는 기술을 활용한다. 인터넷의 지원 정보를 표시할 수 있고 WMI 및 스크립팅을 통해 문제 해결을 위한 데이터를 수집할 수 있으며 제3자가 윈도우 도움말 및 지원에 연결할 수 있다. 기타 여러 지원 도구도 윈도우 미와 함께 제공된다.[24]
- 윈도우 미에는 새로운 인쇄 미리 보기 기능을 지원하는 인터넷 익스플로러 5.5도 포함되어 있다.[25] 또한 MSN 메신저 서비스와 함께 제공된다.

### 접근성 기능
- 화상 키보드: 원래 윈도우 2000에 도입된 화상 키보드를 사용하면 키보드 대신 마우스를 사용하여 문자를 입력할 수 있다.
- 마우스 제어판에는 클릭록(ClickLock, 마우스 버튼을 계속 누르지 않고 선택하거나 끌기), 입력하는 동안 포인터 숨기기, Ctrl 키를 눌러 표시하는 인텔리포인트 기능이 통합되어 있다.
- 커서(시스템 캐럿)의 너비를 더 두껍게 설정할 수 있다.
- 계산기 및 돋보기와 같은 유틸리티에서 "Active Accessibility" 지원이 향상되었다.

## 시스템 요구사양
| \| \| 최소 사양 \| 권장 사양 \| \| x86 \| x86 \| x86 \| \| --------------- \| ------------------------------------------------- \| --------------------------------------------------- \| \| CPU \| 펜티엄, 150 MHz \| 펜티엄 II, 300 MHz \| \| 램 메모리 \| 32 MB \| 64 MB \| \| 하드 디스크 \| 320 MB \| 2 GB \| \| 매체 \| - CD 또는 DVD 드라이브 - 3.5"인치 플로피 드라이브 \| - CD 또는 DVD 드라이브 - 3.5"인치 플로피 드라이브 \| \| 디스플레이 \| VGA \| - SVGA - 윈도우 무비 메이커를 위한 비디오 캡처 장치 \| \| 사운드 하드웨어 \| - 사운드 카드 - 스피커 또는 헤드폰 \| 윈도우 무비 메이커를 위한 마이크 \| \| 네트워크 \| 없음 \| 인터넷 연결이 가능한 56.6 Kbps 모뎀 이상 \| \| 입력 장치 \| 마우스 또는 호환 포인팅 장치 \| 마우스 또는 호환 포인팅 장치 \| |                                                   |                                                     |
| | 최소 사양                                         | 권장 사양                                           |
| x86 |                                                   |                                                     |
| CPU | 펜티엄, 150 MHz                                   | 펜티엄 II, 300 MHz                                  |
| 램 메모리 | 32 MB                                             | 64 MB                                               |
| 하드 디스크 | 320 MB                                            | 2 GB                                                |
| 매체 | - CD 또는 DVD 드라이브 - 3.5"인치 플로피 드라이브 | - CD 또는 DVD 드라이브 - 3.5"인치 플로피 드라이브   |
| 디스플레이 | VGA                                               | - SVGA - 윈도우 무비 메이커를 위한 비디오 캡처 장치 |
| 사운드 하드웨어 | - 사운드 카드 - 스피커 또는 헤드폰                | 윈도우 무비 메이커를 위한 마이크                    |
| 네트워크 | 없음                                              | 인터넷 연결이 가능한 56.6 Kbps 모뎀 이상            |
| 입력 장치 | 마우스 또는 호환 포인팅 장치                      | 마우스 또는 호환 포인팅 장치                        |

/nm 설정 스위치를 DOS 명령줄에서 사용하여 최소 시스템 요구 사항 검사를 우회할 수 있으므로 16MHz 80486SX만큼 낮은 CPU에 설치할 수 있다.

### 제한
윈도우 미는 변경 없이 최대 512MB의 RAM만 처리하도록 설계되었다. RAM 풀이 더 큰 시스템은 안정성을 잃을 수 있다. 그러나 하드웨어 및 소프트웨어 구성에 따라 다소 더 많은 양의 RAM을 사용하여 계속 작업하기 위해 설치를 수동으로 조정할 수도 있다. 운영 체제에서 사용하도록 설계된 최대 메모리 양은 최대 1GB RAM이다. RAM이 1.5GB 이상인 시스템은 시작하는 동안 계속 재부팅될 수 있다.

## 지원 사이클
다른 윈도우 릴리스에 비해 윈도우 미의 사용 기간은 1년 남짓으로 짧았다. 윈도우 2000과 윈도우 미는 결국 새로운 마이크로소프트 운영 체제인 윈도우 XP 홈 에디션의 윈도우 미와 윈도우 XP 프로페셔널의 윈도우 2000 프로페셔널에 의해 계승되었다. 윈도우 XP의 첫 번째 미리 보기 빌드(당시 코드명 "휘슬러")가 윈도우 미의 일반 출시 날짜보다 두 달 전인 2000년 7월 13일에 개발자에게 출시되었다는 점은 주목할 만하다.
마이크로소프트는 원래 2004년 12월 31일에 윈도우 미에 대한 지원을 종료할 계획이었다. 그러나 특히 개발도상국이나 신흥 시장에서 고객이 최신 윈도우 버전으로 마이그레이션할 수 있는 시간을 더 제공하기 위해 마이크로소프트는 2006년 7월 11일까지 지원을 연장하기로 결정했다. 윈도우 미(및 윈도우 98)에 대한 지원은 회사에서 해당 운영 체제가 더 이상 사용되지 않고 보안 위험에 취약하다고 판단하고 고객에게 최신 보안 개선을 위해 윈도우 XP와 같은 최신 버전의 윈도우로 업그레이드할 것을 권고했기 때문에 해당 날짜에 윈도우 미(및 윈도우 98)에 대한 지원을 종료했다.
윈도우 미의 소매 판매는 2003년 12월 31일에 종료되었다. 마이크로소프트가 썬 마이크로시스템즈와 체결한 자바 관련 합의 조건으로 인해 마이크로소프트에서는 더 이상 어떤 형태(MSDN 등을 통해)로 운영 체제를 사용할 수 없다.
윈도우 업데이트 웹 사이트는 윈도우 미의 지원 종료 이후에도 계속 사용할 수 있었지만, 2011년에 마이크로소프트는 윈도우 업데이트 v4 웹 사이트를 폐기하고 서버에서 윈도우 미용 업데이트를 제거했다.
윈도우 미의 오피스 XP에 대한 지원은 2011년 7월 12일에 종료되어 윈도우 미의 모든 오피스 버전에 대한 지원도 종료된다.
마이크로소프트는 2019년 7월에 윈도우 미(및 XP)의 마이크로소프트 인터넷 게임 서비스가 2019년 7월 31일에 종료될 것이라고 발표했다.

## 평가
윈도우 미는 처음에 운영 체제의 무결성 보호("PC 상태"로 표시됨)와 새로운 시스템 복원 기능을 가정용 사용자를 위한 단계로 언급하는 등 일반적으로 긍정적인 평가를 받았다. 그러나 그럼에도 불구하고 사용자의 실제 경험은 업계 간행물에서 "PC 헬스" 시스템 문제, PC가 완전히 종료되지 않는 문제, 일반적인 안정성 문제에 대한 수많은 보고를 받는 등 이를 입증하지 못했다.
시간이 지남에 따라 주로 안정성과 버그 문제로 인해 사용자들의 큰 비난을 받을 정도로 반응은 더욱 부정적이 되었다. 이 때문에 많은 사람들은 윈도우 미를 비판적으로나 회고적으로나 역대 최악의 운영 체제 중 하나로 간주했으며 직전 이전 버전 및 후속 버전에 비해 불리한 평가를 받았다. PC World는 윈도우 미가 출시된 후(그리고 실제로 더 이상 사용할 수 없게 되었을 때) 윈도우 미에 대해 매우 비판적이었다. 기사에서는 윈도우 미(Me)를 "Mistake Edition"(실수로 만든 에디션)으로 묘사하고 2006년 "역대 최악의 기술 제품" 특집에서 4위를 차지했다. 기사에는 다음과 같은 내용이 나와 있다.
2000년 후반에 미가 등장한 직후 사용자들은 미를 설치하고, 실행하고, 다른 하드웨어나 소프트웨어와 함께 작동하고, 실행을 중지하는 데 문제가 있다고 보고했다.

결과적으로 이러한 심한 비판에 대한 반응으로 이러한 비판을 알게 된 대부분의 가정 사용자는 궁극적으로 2001년 윈도우 XP가 출시될 때까지 윈도우 미의 나머지 수명 주기 동안 이전 버전인 윈도우 98 세컨드 에디션을 고수했다. 윈도우 2000 프로페셔널은 윈도우 2000 프로페셔널로 당시 윈도우 2000 프로페셔널이 주로 고급 비즈니스 및 엔터프라이즈 시장을 대상으로 판매되고 있었다. 네덜란드에서는 윈도우 미가 "Windows Meer Ellende"(네덜란드어로 "더 많은 고통"을 뜻함)라는 조롱의 별명을 받았다.
시스템 복원은 2001년 9월 8일 이후에 생성된 날짜 스탬프 스냅샷을 잘못 표시하게 하는 날짜 스탬프 기능의 버그로 인해 문제가 발생했다. 이로 인해 시스템 복원이 이러한 스냅샷을 찾지 못하고 시스템 복원 프로세스가 실패할 수 있다. 마이크로소프트는 이 문제를 해결하기 위한 업데이트를 출시했다.
윈도우 미를 둘러싼 심한 비판과는 대조적으로 액티브윈(ActiveWin)에 대한 글을 쓰는 브라이언 힌슨(Byron Hinson)과 줄리언 제이(Julien Jay)는 운영 체제에 대해 높이 평가했다. 리얼 모드 DOS 지원 제거에 대해 그들은 "DOS 제거로 인해 윈도우 미의 안정성이 확실히 달라졌고(현재 블루 스크린이 훨씬 덜 표시됨) 부팅 속도가 크게 향상되었다."라고 언급했다. 윈도우 95 및 98 사용자를 위한 운영 체제 업그레이드 권장 사항에서 그들은 "윈도우 미가 혁신적인 OS가 아니라면 마이크로소프트가 보다 사용자 친화적이고 안정적이며 다양한 기능을 갖춘 OS로 만들기 위해 노력을 기울인 것이 분명하다. 멀티미디어 옵션의 결과는 훌륭했으며 추가된 향상된 기능은 정말 기다릴 가치가 있다." 윈도우 미가 도입한 새로운 기능도 호평을 받았으며 이후 윈도우 버전의 일부로 남아 있다.
윈도우 NT 제품군의 윈도우 2000과 함께 윈도우 미는 제품 활성화가 없는 마지막 윈도우 버전이었다.

### 단점
전작과 같이 MS-DOS (윈도우 9x)를 기반으로 했으나, 빠른 시스템 시동을 위해 실제 모드의 MS-DOS의 접근을 어느 정도 제한하면서 다음과 같은 문제점이 발생하였다.
- 실제 모드의 도스를 실행시켜야 할 필요가 있는 응용 프로그램들이 실행되지 않는 현상이 발생하였다.
- 메모리 관리 기능도 덩달아 엉망이 되면서 아무것도 하지 않았는데 메모리 누수가 심해 블루스크린이 발생하는 일이 잦았다.

결국, 윈도우 미의 제작사인 마이크로소프트까지도 실패작임을 인정했으며 뒤늦게 업데이트로 안정화를 시켰지만 그때는 이미 2001년 10월 25일 발표된 윈도우 XP에게 최신 버전의 윈도우라는 자리를 넘겨준 상태였다. 이는 다른 버전과 달리, 아주 짧은 기간 동안 유지된 것이다.
2006년, PC월드(PC World) 잡지는 "전대 미문의 최악의 기술품"(Worst Tech Product of All Time)을 발표하면서 AOL, 리얼 플레이어, 싱크로니스 소프트램 다음으로 윈도우 미를 뽑았다.